# Serie A2 (piłka nożna kobiet)
Serie A2 – druga w hierarchii klasa żeńskich ligowych rozgrywek piłkarskich we Włoszech w latach 2002-2013. Stanowiła pośredni szczebel rozgrywkowy pomiędzy Serie A, a Serie B, będąc jednocześnie drugim szczeblem centralnym (II poziom ligowy). Zmagania w jej ramach toczyły się cyklicznie (co sezon) systemem kołowym i przeznaczone były dla 53 włoskich klubów piłkarskich podzielonych na 4 grupy według położenia geograficznego. Czołowe drużyny Serie A2 uzyskiwały awans do Serie A, zaś najsłabsze zespoły relegowane były do Serie B. Zarządzana przez FIGC - Divisione Calcio Femminile.

## Historia
Serie A2 została założona w sezonie 2002/03. Początkowo liga składała się z tylko jednej grupy (12 drużyn), a w następnym sezonie 2003/04 została rozszerzona na dwie grupy po dwanaście zespołów w każdej.
W sezonie 2011/12 liga została rozszerzona do 53 zespołów podzielonych na cztery grupy, a w kolejnym sezonie liczba drużyn spadła do 44, podzielonych na 4 grupy.
Po zakończeniu sezonu 2012/13 liga została zastąpiona przez Serie B.

## Zwycięzcy
| Sezon   | I miejsce             | II miejsce              |
| ------- | --------------------- | ----------------------- |
| 2002/03 | SS Vallassinese       | Reggiana Femminile      |
| Sezon   | Grupa A               | Grupa B                 |
| 2003/04 | Atletico Oristano     | Vigor Senigallia        |
| 2004/05 | Almennese Atalanta    | Monti del Matese Bojano |
| 2005/06 | ACF Porto Mantovano   | ACF Firenze             |
| 2006/07 | AC Riozzese           | ACF Trento              |
| 2007/08 | ACFD Venezia 1984     | Roma Calcio Femminile   |
| 2008/09 | ACF Brescia Femminile | Lazio Calcio Femminile  |
| 2009/10 | ASD Mozzanica         | Upea Orlandia 97        |
| 2010/11 | A.C.F. Milan          | ASD Riviera di Romagna  |

| Sezon   | Grupa A             | Grupa B                | Grupa C       | Grupa D                 | Zwycięzca play-off     |
| ------- | ------------------- | ---------------------- | ------------- | ----------------------- | ---------------------- |
| 2011/12 | Fortitudo Mozzecane | Graphistudio Pordenone | Grifo Perugia | Napoli Calcio Femminile | Siena Calcio Femminile |

| Sezon   | Grupa A                  | Grupa B      | Grupa C      | Grupa D  |
| ------- | ------------------------ | ------------ | ------------ | -------- |
| 2012/13 | Calcio Femminile Scalese | Valpolicella | Inter Milano | Res Roma |